# セベシュ
セベシュ（ルーマニア語: Sebeș）は、ルーマニア中部、アルバ県に位置する都市。ドイツ語名ミュールバッハ (Mühlbach) 、ハンガリー語名サースシェベシュ (Szászsebes) 。

## 地理
市街はムレシュ川の支流セベシュ川の両岸に広がる。シビウからデヴァに至る国道1号線（欧州ルート68号）と、アルバ・ユリアおよびクルージュ・ナポカに向かう国道7号線（欧州ルート81号）が交わる。
県都アルバ・ユリアの15km南にあたり、ペトレシュティ、ランクラム、ラハウの三村を傘下に置く。

## 歴史

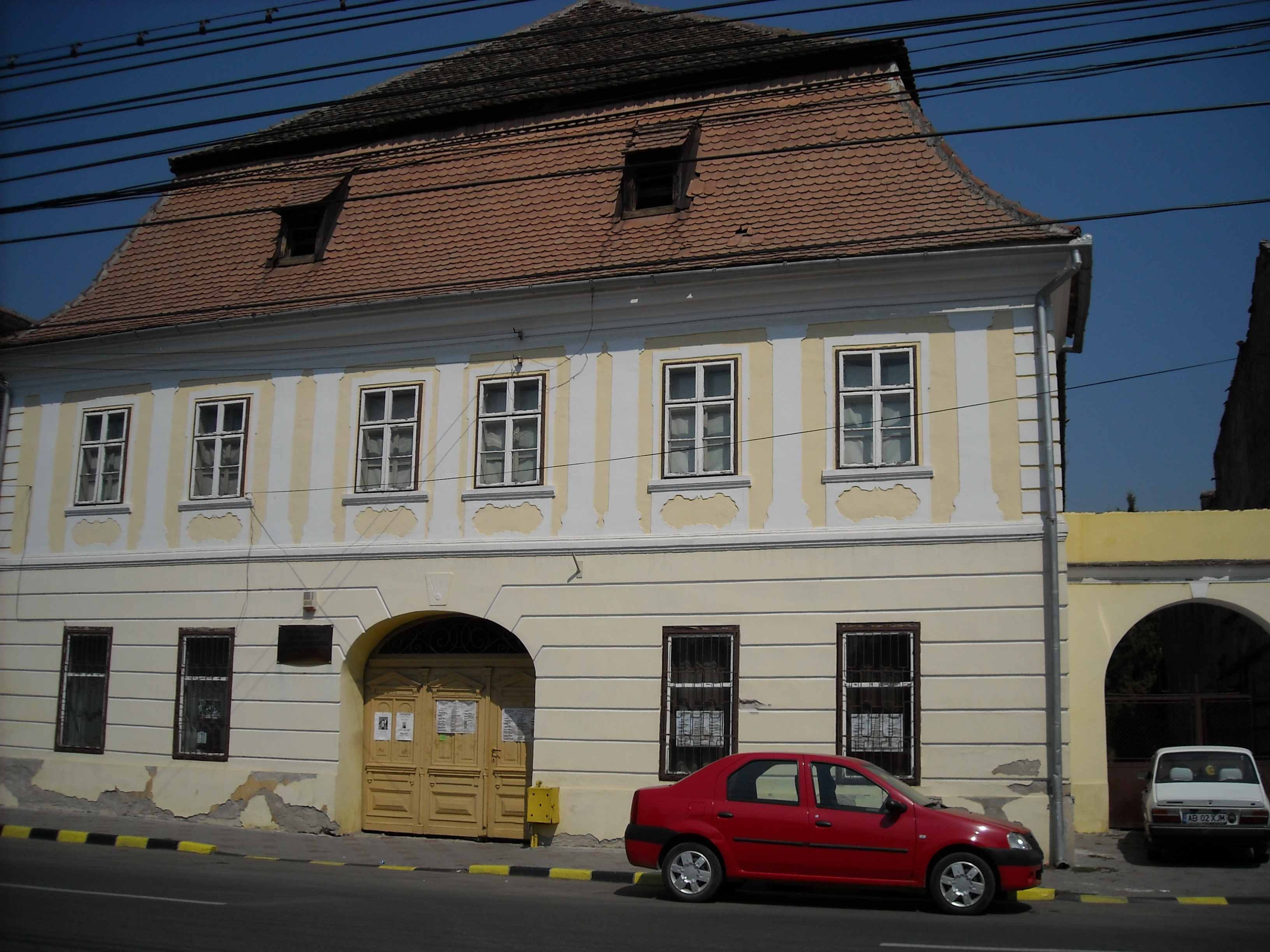
サポヤイ邸

現在の市街の東にはかつて、ルーマニア人とペチェネグからなる村落があったといわれる。12世紀後半にライン川・モーゼル川地方のハンガリー王国領から身を起こしたゲルマン人（後にトランシルヴァニア・ザクセン人として知られる）によって市街が建設されると、中世トランシルヴァニアの主要都市に成長した。市壁は1241年から翌年のタタール人（モンゴル帝国）来寇後に増強されたが、1438年にオスマン帝国に攻略された。1540年にはトランシルヴァニアの領主であるサポヤイ・ヤーノシュが当地で死去。1546年、1556年、1598年、1600年にトランシルヴァニア議会が開かれた。当時会堂となったサポヤイ邸は現在、博物館になっている。
1918年のルーマニア併合後の初代市長リオネル・ブラガは、詩人で哲学者のルチアン・ブラガの兄弟である。

## 経済
外国からの投資で、セベシュの地元経済は過去十年間活況を呈している。主な産業に木材加工や革製品の生産がある。

## 人口統計
2011年の国勢調査によると、セベシュの総人口は2万4165人である。その内訳は以下の通り。
- ルーマニア人 - 2万2551人 (93.3%)
- ロマ - 1168人 (4.8%)
- ドイツ人 - 261人 (1.1%)
- ハンガリー人 - 131人 (0.5%)
- その他 - 52人 (0.3%)

なお、1850年の内訳はルーマニア人が69.4%、ドイツ人が27.0%、ロマが2.7%、ハンガリー人が0.47%であった。

## 姉妹都市
- コマールノ、スロバキア
- コマーロム、ハンガリー
- ビューディンゲン、ドイツ
- Strășeni、モルドバ